# Доротея Фербрідж
Доротея Енн Фербрідж, звана Дора Фербрідж (1862 — 25 серпня 1931) — південноафриканська письменниця та співзасновниця Гільдії відданих жінок, захисниця довкілля.

## Біографія
Фербрідж була дочкою видатного юриста, вченого і парламентарія Кейптауна, а також двоюрідною сестрою Кінгслі Фербрідж (1885–1924; родезійського поета і засновника «Фербриджського товариства»). Вона здобула освіту в Лондоні і багато подорожувала.
Як високоповажна британська колоністка третього покоління, Фербрідж була опорою колоніального істеблішменту. Вона зустрілася з британськими жінками з вищих соціальних класів, які подорожували до Південної Африки з Великої Британії до та під час Другої англо-бурської війни. Фербрідж була одною із засновниць Гільдії відданих жінок, благодійної організації, яка заохочувала жінок у Південній Африці та підтримувала Британську імперію та сили Британської імперії, які беруть участь у конфлікті. Гільдія забезпечувала зв’язок із родичами загиблих воїнів, а також належним чином позначала та фіксувала могили. Коли гільдія відправила представників до Великої Британії, щоб пояснити, що вони роблять, та зібрати гроші, жінки, які знали про чоловічі британські спільноти, сформували Лігу Вікторії, щоб сприяти зв’язкам між організаціями в Британській імперії. Ці жінки спонукали познайомилися з Доротеєю Фербрідж Вайолет Маркхем, Едіт Літтелтон, Вайолет Сесіл і Маргарет, графиню Джерсі.
Після англо-бурської війни Фербрідж продовжував підтримувати інтеграцію Південної Африки до Британської імперії. Вона прагнула створити Південно-Африканський Союз з примиреним населенням і спільним відчуттям південноафриканської історії. Південно-Африканський союз був створений в рамках конституційного договору, який заохочував тісні зв'язки з рештою Британської імперії.

### Працює
Серед її робіт: 
Романи
- «Те, що було » (1910) — роман на початку історії Кейп.
- Піт Італії (1913)
- Факелоносець (1915)

Історичні студії
- Історія ПАР (1917) — шкільна історія
- Історичні будинки Південної Африки (1922) — дослідження старих садиб Капських голландців
- Історичні ферми Південної Африки (1932) — дослідження старих садиб Капських голландців

Путівники 
- Непрохані (1926)
- Вздовж Капських дорог (1928) — Путівник
- Шлях пілігрима в Південній Африці (1928) — путівник

Екологія
- Сади Південної Африки (1934) — з деякими розділами про практичне садівництво в південноафриканських умовах і деякими примітками про вирощування південноафриканських диких квітів

Відредаговано Фебрідж: 
- Капські щоденники леді Енн Барнард (1924)